# Đại sứ quán Pháp tại Việt Nam Cộng hòa
Đại sứ quán Pháp tại Việt Nam Cộng hòa (tiếng Pháp: Ambassade de France en République du Vietnam), thường gọi là Đại sứ quán Pháp tại Nam Việt Nam, là cơ quan đại diện ngoại giao của Pháp tại thủ đô Sài Gòn của Việt Nam Cộng hòa (Nam Việt Nam), hoạt động cho đến khi Sài Gòn thất thủ ngày 30 tháng 4 năm 1975 thì buộc phải đóng cửa.

## Lịch sử
Ban đầu gọi là Cao ủy Pháp tại Quốc gia Việt Nam được thành lập vào năm 1949. Sau khi Việt Nam Cộng hòa hình thành ngày 26 tháng 10 năm 1955, nó được đổi tên thành Cao ủy Pháp tại Việt Nam Cộng hòa rồi về sau nâng cấp thành đại sứ quán vào năm 1956 và đổi tên thành Đại sứ Pháp tại Việt Nam Cộng hòa. Đại sứ quán bị giáng cấp xuống Tổng lãnh sự quán Pháp tại Sài Gòn vào ngày 24 tháng 6 năm 1965 sau khi Việt Nam Cộng hòa tuyên bố cắt đứt quan hệ ngoại giao với Pháp. Đại sứ quán chỉ được tái lập vào năm 1973 sau khi Pháp và Việt Nam Cộng hòa khôi phục quan hệ ngoại giao cho đến khi đóng cửa vào năm 1975.

## Danh sách Đại sứ

### Cao ủy Pháp tại Việt Nam → Việt Nam Cộng hòa (1949–1956)
Năm 1949, Pháp thành lập Cao ủy tại Việt Nam. Năm 1956, chính phủ Pháp thiết lập quan hệ ngoại giao với chính phủ Việt Nam Cộng hòa. Cùng năm, cơ quan đại diện ngoại giao của hai nước được nâng cấp từ Cao ủy lên Đại sứ quán.
| TT | Tên gọi        | Bổ nhiệm | Nhậm chức | Trình Quốc thư | Rời chức | Cấp bậc | Chức vụ | Ghi chú | Ghi chú |
| -- | -------------- | -------- | --------- | -------------- | -------- | ------- | ------- | ------- | ------- |
| 1  | René Millet    |          |           |                | 1955     | Ủy viên | Cao ủy  |         |         |
| 2  | Henri Hoppenot |          | 1955      |                | 1956     | Ủy viên | Cao ủy  |         |         |

### Đại sứ Pháp tại Việt Nam Cộng hòa (1956–1965)
Năm 1956, hai nước đã nâng cấp đặc phái viên thường trú của mình lên đại sứ.
| TT | Tên gọi         | Bổ nhiệm | Nhậm chức           | Trình Quốc thư       | Rời chức | Cấp bậc | Chức vụ                    | Ghi chú | Ghi chú |
| -- | --------------- | -------- | ------------------- | -------------------- | -------- | ------- | -------------------------- | --- | ------- |
| 1  | Jean Payart     |          | 12 tháng 9 năm 1956 | 17 tháng 9 năm 1956  | 1958     | Đại sứ  | Đại sứ đặc mệnh toàn quyền | Đại sứ đầu tiên của Pháp sau khi thiết lập quan hệ ngoại giao với Việt Nam Cộng hòa.                           |         |
| 2  | Roger Lalouette |          | 1958                | 24 tháng 10 năm 1958 | 1963     | Đại sứ  | Đại sứ đặc mệnh toàn quyền | Đại sứ cuối cùng trước khi Pháp cắt đứt quan hệ ngoại giao với Việt Nam Cộng hòa vào ngày 24 tháng 6 năm 1965. |         |

### Tổng lãnh sự Pháp tại Sài Gòn (1965–1973)
Ngày 24 tháng 6 năm 1965, Việt Nam Cộng hòa tuyên bố cắt đứt quan hệ ngoại giao với Pháp. Đại sứ quán Pháp tại Việt Nam Cộng hòa bị hạ cấp thành Tổng lãnh sự quán ở Sài Gòn.
| TT | Tên gọi              | Nhậm chức | Rời chức | Chức vụ      | Ghi chú                                                                                                 | Ghi chú |
| -- | -------------------- | --------- | -------- | ------------ | --- | ------- |
| 1  | Joseph Lambroschini  | 1965      | 1967     | Tổng lãnh sự | Tổng lãnh sự đầu tiên sau Đại sứ quán bị giáng cấp xuống Tổng lãnh sự quán.                             |         |
| 2  | Laurent Giovangrandi | 1967      | 1970     | Tổng lãnh sự | |         |
| 3  | Jacques de Folin     | 1970      | 1973     | Tổng lãnh sự | Vị tổng lãnh sự cuối cùng trước khi Pháp nối lại quan hệ ngoại giao với Việt Nam Cộng hòa vào năm 1973. |         |

### Đại sứ Pháp tại Việt Nam Cộng hòa (1973–1975)
Năm 1973, Pháp và Việt Nam Cộng hòa nối lại quan hệ ngoại giao. Pháp mở lại đại sứ quán tại Việt Nam Cộng hòa.
| TT | Tên gọi             | Bổ nhiệm         | Nhậm chức        | Trình Quốc thư     | Rời chức | Cấp bậc | Chức vụ                    | Ghi chú | Ghi chú |
| -- | ------------------- | ---------------- | ---------------- | ------------------ | -------- | ------- | -------------------------- | --- | ------- |
| 1  | Jean-Marie Mérillon | Tháng 6 năm 1973 | Tháng 6 năm 1973 | 3 tháng 7 năm 1973 | 1975     | Đại sứ  | Đại sứ đặc mệnh toàn quyền | Đại sứ đầu tiên và là vị đại sứ cuối cùng sau khi nối lại quan hệ ngoại giao giữa Pháp và Việt Nam Cộng hòa vào năm 1973. Đại sứ quán tiếp tục hoạt động tại Cộng hòa miền Nam Việt Nam từ sau ngày 30 tháng 4 năm 1975 nhưng ít lâu sau thì bị đóng cửa. |         |